# Censimento della popolazione in Germania
Un censimento nazionale (in tedesco: Volkszählung) veniva svolto nell'Impero tedesco ogni cinque anni a partire dal 1875 fino al 1910. Dopo le guerre mondiali, si sono tenuti solo pochi censimenti completi della popolazione in Germania, l'ultimo dei quali nel 1987. Il censimento più recente, sebbene non un censimento nazionale, era il censimento dell'Unione europea del 2011.

## Storia
La città di Norimberga tenne un censimento nel 1471, da preparare in caso di assedio. Il Brandeburgo-Prussia nel 1683 iniziò a contare la sua popolazione rurale. La prima indagine sistematica sulla popolazione del continente europeo fu effettuata nel 1719 nella Marca di Brandeburgo del Regno di Prussia, al fine di preparare il primo censimento generale del 1725.
Nell'Austria governata dagli Asburgo, nel 1754 era stato introdotto un conteggio della popolazione, ma a causa della resistenza di nobiltà e chierici, dopo il 1769 non si tenne un censimento completo. Un secolo e molti cambiamenti politici dopo, il censimento riprese nel 1869 e si tenne anche nel 1880, 1890, 1900 e 1910, negli stessi anni del censimento dell'Impero tedesco. Tra le due guerre, il censimento si tenne nel 1920, 1923, 1934 e 1939, per essere ripreso nel 1951 con una periodicità di dieci anni.
Per il 1806, una popolazione di 24.241.000 abitanti per diversi circoli imperiali viene citata nella «Statistik des deutschen Reiches», anche se il vecchio Sacro Romano Impero era crollato e un nuovo impero tedesco non esisteva ancora come entità politica. Nel 1821, la popolazione all'interno della neonata Confederazione tedesca era cresciuta fino a superare i 30 milioni.

## Unione doganale tedesca (1834–1867)

Lo Zollverein («Unione doganale») e l'unificazione tedesca.

Quando la Confederazione tedesca fu fondata nel 1815, alcuni stati erano ansiosi di dimostrare di avere una piccola popolazione per contribuire con meno soldati all'esercito federale. D'altra parte, quando si formò la prima unione doganale tra gli stati meridionali, essi volevano dimostrare di avere una popolazione numerosa per rivendicare una quota maggiore delle entrate doganali. L'Unione doganale tedesca, lo Zollverein, condusse il conteggio della popolazione dal 1834 al 1867, ogni tre anni il 3 dicembre, al fine di condividere di conseguenza le sue entrate tra gli stati membri. La data del 3 dicembre venne scelta poiché la maggior parte delle persone della "Zollabrechnungsbevölkerung", la popolazione contabile doganale, doveva essere a casa allora. Le parti orientali della Prussia rimasero al di fuori della Confederazione per la maggior parte del tempo, ma l'intera Prussia faceva parte dello Zollverein. Mentre la maggior parte degli stati prima o poi si unì allo Zollverein, l'Impero austriaco non lo fece mai fino a quando la Confederazione tedesca e lo Zollverein si sciolsero nella guerra civile del 1866. Lo Zollverein si riunì e tenne un altro censimento nel 1867, ma il censimento del 1870 fu posticipato a causa di la guerra franco-prussiana in corso e la fondazione dell'Impero tedesco.
| Data            | Superficie nazionale in km² | Popolazione | Abitanti per km² | Variazioni di territorio                                                                           |
| --------------- | --------------------------- | ----------- | ---------------- | -------------------------------------------------------------------------------------------------- |
| 3 dicembre 1834 | 420.301                     | 23.478.120  | 56               | |
| 3 dicembre 1837 | 439.420                     | 26.008.973  | 59               | dal 1835 incluso il Land Baden e Ducato di Nassau, dal 1836 inclusa la città libera di Francoforte |
| 3 dicembre 1840 | 439.420                     | 27.142.116  | 62               | |
| 3 dicembre 1843 | 447.507                     | 28.498.136  | 64               | dal 1841 incluso Ducato di Brunswick, dal 1842 incluso il Lussemburgo                              |
| 3 dicembre 1846 | 447.507                     | 29.461.381  | 66               | |
| 3 dicembre 1849 | 447.507                     | 29.800.063  | 67               | |
| 3 dicembre 1852 | 447.507                     | 30.492.792  | 68               | |
| 3 dicembre 1855 | 492.621                     | 32.721.344  | 66               | dal 1854 incluso il Regno di Hannover, Granducato di Oldenburg e Schaumburg-Lippe                  |
| 3 dicembre 1858 | 492.621                     | 33.542.352  | 68               | |
| 3 dicembre 1861 | 492.621                     | 34.670.277  | 70               | |
| 3 dicembre 1864 | 492.621                     | 35.886.302  | 73               | |
| 3 dicembre 1867 | 510.628                     | 37.512.005  | 73               | dal 1867 inclusa la città libera di Lubecca, il Mecklenburg-Schwerin e il Mecklenburg-Strelitz     |

## Impero tedesco (1870-1919)
A partire dal 1871, il censimento riprese nell'Impero tedesco appena costituito, continuando ogni cinque anni dal 1875 al 1910. Il primo censimento su larga scala nell'impero tedesco ebbe luogo nel 1895.
L'ultimo censimento prebellico si tenne il 1º dicembre 1910, il censimento del 1915 fu cancellato, ma il 5 dicembre 1916 e 1917 si tennero due censimenti di guerra per organizzare la condivisione del cibo.
| Data             | Superficie nazionale in km² | Popolazione | Abitanti per km² |
| ---------------- | --------------------------- | ----------- | ---------------- |
| 1º dicembre 1871 | 541.561                     | 41.058.792  | 76               |
| 1º dicembre 1875 | 539.829                     | 42.727.360  | 79               |
| 1º dicembre 1880 | 540.522                     | 45.234.061  | 84               |
| 1º dicembre 1885 | 540.597                     | 46.855.704  | 87               |
| 1º dicembre 1890 | 540.504                     | 49.428.470  | 91               |
| 2 dicembre 1895  | 540.658                     | 52.279.901  | 97               |
| 1º dicembre 1900 | 540.743                     | 56.367.178  | 104              |
| 1º dicembre 1905 | 540.778                     | 60.641.489  | 112              |
| 1º dicembre 1910 | 540.858                     | 64.925.993  | 120              |
| 1º dicembre 1916 | 540.858                     | 62.272.185  | 115              |
| 5 dicembre 1917  | 540.858                     | 62.615.275  | 116              |

### Minoranze etniche nel 1900
In base al censimento del 1900, su una popolazione totale di 56.367.178 abitanti vi erano 51.883.131 cittadini che parlavano la lingua tedesca come lingua madre o unica lingua, oltre a 252.918 bilingui tedeschi. La più grande minoranza era costituita dai polacchi, con una comunità di 3.086.489 persone (senza includere i 142.049 Masuriani e 100.213 Casciubi), ovvero il 5,4% della popolazione totale (il 6% contando anche masuriani e casciubi). Il polacco e le altre lingue slave occidentali (6,28% in totale) erano parlate prevalentemente nei territori orientali. Una minoranza della popolazione dell'Impero (0,5%) parlava francese, la maggioranza dei quali nel territorio imperiale dell'Alsazia-Lorena, dove i francofoni costituivano l'11,6% della popolazione totale. Il censimento evidenziò anche i distretti in cui le minoranze superavano il 5% della popolazione locale, inclusi molti distretti in cui i germanofoni erano una minoranza.
| Lingua                         | Numero     | Percentuale |
| ------------------------------ | ---------- | ----------- |
| Tedesco                        | 51.883.131 | 92,05       |
| Tedesco e una lingua straniera | 252.918    | 0,45        |
| Polacco                        | 3.086.489  | 5,48        |
| Francese                       | 211.679    | 0,38        |
| Dialetto masuriano             | 142.049    | 0,25        |
| Danese                         | 141.061    | 0,25        |
| Lituano                        | 106.305    | 0,19        |
| Casciubo                       | 100.213    | 0,18        |
| Wendish (Sorbo)                | 93.032     | 0,16        |
| Olandese                       | 80.361     | 0,14        |
| Italiano                       | 65.930     | 0,12        |
| Moravo (Ceco)                  | 64.382     | 0,11        |
| Czeco                          | 43.016     | 0,08        |
| Frisone                        | 20,677     | 0.04        |
| Inglese                        | 20.217     | 0,04        |
| Russo                          | 9.617      | 0,02        |
| Svedese                        | 8.998      | 0,02        |
| Ungherese                      | 8.158      | 0,01        |
| Spagnolo                       | 2.059      | 0,00        |
| Portoghese                     | 479        | 0,00        |
| Altre lingue straniere         | 14.535     | 0,03        |
| Cittadini imperiali            | 56.367.187 | 100         |

## Repubblica di Weimar (1918-1933)
L'8 ottobre 1919 e il 16 giugno 1925 riprese il censimento regolare nella Repubblica di Weimar.
Il censimento del 1930 fu ritardato dalla Grande depressione fino al 1933.
| Data           | Superficie nazionale in km² | Popolazione | Abitanti per km² | Variazioni di territorio |
| -------------- | --------------------------- | ----------- | ---------------- | --- |
| 8 ottobre 1919 | 474.304                     | 60.898.584  | 128              | dal 1919 senza l'Alsazia-Lorena, la Posnania e la Prussia Occidentale                                                                                     |
| 16 giugno 1925 | 468.718                     | 62.410.619  | 133              | dal 1920 senza il territorio di Memel, lo Schleswig settentrionale, l'Ostbelgien e il territorio del bacino della Saar, dal 1922 senza l'Ostoberschlesien |

## Germania nazista (1933-1945)
Il censimento previsto per il 1930 fu ritardato dalla Depressione fino al 1933 e un altro fu effettuato nel 1939, entrambi furono influenzati dalla propaganda del governo nazista. Inizialmente previsto per il 1937, il censimento del 1939 ora comprendeva anche le aree annesse alla Germania, ovvero l'Austria (Ostmark), i Sudeti (Sudetenland) e il territorio di Memel (Memelland). Circa 750.000 sportelli coprivano 22 milioni di famiglie e circa 80 milioni di abitanti. Realizzato in un'atmosfera di terrore, attacchi ai membri della minoranza polacca e demolizione di negozi e biblioteche polacche, il censimento ha portato molti polacchi che vivevano in Germania a dare la loro nazionalità tedesca per paura di perdere la vita o il benessere delle loro famiglie.
| Data           | Superficie nazionale in km² | Popolazione | Abitanti per km² | Variazioni di territorio |
| -------------- | --------------------------- | ----------- | ---------------- | --- |
| 16 giugno 1933 | 468.787                     | 65.362.115  | 139              | |
| 17 maggio 1939 | 583.370                     | 86.500.000  | 136              | dal 1935 con il territorio del bacino della Saar, dal 1938 con l'Austria e il Sudetenland, da marzo 1939 con il territorio di Memel |
| 27 maggio 1942 |                             |             |                  | |
| 1º marzo 1943  |                             |             |                  | |

## RDT e RFT (1949-1990)

### Germania Est
La Repubblica Democratica Tedesca (RDT, in tedesco: Deutsche Demokratische Republik, abbreviato in DDR) ha tenuto quattro censimenti durante la sua esistenza, di cui solo i risultati del 1964 sono stati pubblicati per intero. A differenza della maggior parte dei paesi europei, che hanno visto una crescita significativa della loro popolazione, la RDT ha subito un calo. Fino alla costruzione del muro di Berlino nel 1961, oltre tre milioni di tedeschi fuggirono dalla RDT alla Germania Ovest. Poiché molti giovani adulti avevano scelto di partire, ciò ha influito anche sul numero di bambini nati nei decenni successivi.
| Data             | Superficie nazionale in km² | Popolazione | Abitanti per km² |
| ---------------- | --------------------------- | ----------- | ---------------- |
| 31 agosto 1950   | 107.862                     | 18.388.172  | 170              |
| 31 dicembre 1964 | 108.304                     | 17.003.655  | 157              |
| 1º gennaio 1971  | 108.178                     | 17.068.318  | 158              |
| 31 dicembre 1981 | 108.333                     | 16.705.635  | 154              |

### Germania Ovest
Negli anni 1980 i tentativi di introdurre e istituzionalizzare un censimento nella Repubblica Federale Tedesca (RFT, in tedesco: Bundesrepublik Deutschland, o BRD), detta anche Germania Ovest, suscitarono un forte risentimento popolare poiché in molti ritenevano che le domande da porre fossero troppo personali, e vennero effettuati confronti con il romanzo distopico 1984 di George Orwell. Venne intrapresa una campagna per un boicottaggio o per false dichiarazioni intenzionali. La Corte costituzionale federale interruppe il censimento nel 1983 e richiese una revisione del processo. Il censimento modificato si tenne infine nel 1987.
Per il 1991 era stato pianificato un censimento simultaneo sia nella Germania occidentale che in quella orientale, ma venne annullato a causa della riunificazione tedesca e sostituito da un "microcensimento" effettuato su un campione di popolazione composto dall'1% delle famiglie.
| Data              | Superficie nazionale in km² | Popolazione | Abitanti per km² | Variazioni di territorio                                                     |
| ----------------- | --------------------------- | ----------- | ---------------- | ---------------------------------------------------------------------------- |
| 13 settembre 1950 | 245.770                     | 49.842.624  | 203              | dal 1949 senza la Germania Est, Berlino est e la Saarland, con Berlino ovest |
| 25 settembre 1956 | 245.860                     | 52.195.100  | 212              |                                                                              |
| 6 giugno 1961     | 248.456                     | 56.174.826  | 226              | dal 1957 con la Saarland                                                     |
| 27 maggio 1970    | 248.469                     | 60.650.584  | 244              |                                                                              |
| 25 maggio 1987    | 248.626                     | 61.077.042  | 246              |                                                                              |

## Repubblica Federale di Germania (dal 1990)
Sul territorio dell'attuale Germania non si è tenuto alcun censimento dal 1987.
Per il 1991 era stato pianificato un censimento simultaneo sia nella Germania occidentale che in quella orientale, ma venne annullato a causa della riunificazione tedesca e sostituito da un "microcensimento" effettuato su un campione di popolazione composto dall'1% delle famiglie. A causa della riunificazione e dell'immigrazione dagli ex stati del blocco orientale e dai Balcani dilaniati dalla guerra, la popolazione crebbe fino a circa 82 milioni negli anni '90. I precedenti censimenti della popolazione in Germania erano enumerazioni complete ottenute direttamente dall'intera popolazione in interviste personali o tramite questionario. Per il censimento della popolazione del 1987 furono necessari circa 500.000 enumeratori e per il 2011 era stato pianificato un cambiamento nella metodologia e si prevedeva che i costi del censimento, in gran parte basato sui registri, sarebbero stati solo circa un terzo della spesa di un censimento della popolazione tradizionale. Vennero utilizzati principalmente i dati già conservati nei registri delle autorità amministrative, nei registri anagrafici dei comuni e nei registri dell'Agenzia federale del lavoro. Dati aggiuntivi, come informazioni su istruzione, formazione e occupazione, sarebbero stati raccolti da un'indagine campionaria basata su interviste. I dati sugli edifici e sulle abitazioni, per i quali non esistono registri in Germania, sarebbero stati raccolti per posta da tutti i proprietari.
Sin dai primi anni 1970 il tasso di mortalità tedesco ha superato il tasso di natalità, e la popolazione tedesca è la terza più anziana del mondo con un'età media di 47,4 anni. Il tasso di fecondità totale di 1,41 figli per donna (stima 2011), ben al di sotto del tasso di sostituzione naturale (2,1), è uno dei più bassi del mondo. Ciononostante, la popolazione è continuata ad aumentare per via dell'immigrazione fino a superare gli 82,5 milioni di abitanti nei primi anni 2000, per poi tornare a diminuire.
A luglio 2017 il CIA World Factbook stimò la popolazione a 80.159.662 persone e classificò la Germania al 19º nel mondo.
| Data          | Superficie nazionale in km² | Popolazione | Abitanti per km² | Variazioni di territorio                   |
| ------------- | --------------------------- | ----------- | ---------------- | ------------------------------------------ |
| 9 maggio 2011 | 357.168                     | 80.200.000  | 225              | dal 1990 con la Germania Est e Berlino Est |